# Jacques Bialski
Jacques Bialski (* 3. Oktober 1929 in Dunkerque, Département Nord; † 10. Juni 2013 ebenda) war ein französischer Politiker der Parti Socialiste (PS), der unter anderem mehr als 18 Jahre lang Mitglied des Senats war.

## Leben
Der aus einer 1921 aus Polen kommenden Einwandererfamilie stammende Bialski wurde 1953 Mitglied der Section française de l’Internationale ouvrière (SFIO) und 1966 Sekretär von deren Parteiorganisation in Dunkerque. Nach deren Zusammenschluss mit der Parti Radical Socialiste (PRS) zur Parti Socialiste (PS) im Juli 1969 wurde er Sekretär der PS in Dunkerque und bekleidete diese Funktion zwanzig Jahre lang bis 1989.
1974 wurde Bialski für die PS zum Mitglied des Regionalrates von Nord-Pas-de-Calais gewählt. Während dieser Zeit war er von 1981 bis 1986 Vizepräsident des Regionalrates und als solcher zuständig für Wirtschaftsangelegenheiten. Zugleich war er von 1981 bis 2001 Verwalter des Autonomen Hafens von Dunkerque sowie zwischen 1982 und 1985 Mitglied des Generalrates des Département Nord und vertrat dort den Kanton Grande-Synthe.
Am 1. April 1979 erfolgte seine Wahl zum Mitglied des Senats und vertrat in diesem bis 2. Juli 1997 das Département Nord. Während dieser war er von 1983 bis 1995 einer der Quästoren (Questeur) des Senats.
Bialski, dem das Ritterkreuz der Ehrenlegion verliehen wurde und der Mitglied der Freimaurer-Großloge Grand Orient de France war, fungierte zwischen 1989 und 2001 als Vize-Bürgermeister von Dunkerque und war als solcher verantwortlich für Finanzen, große Projekte und Arbeit. Zeitgleich war er von 1989 bis 2001 Vizepräsident des Gemeindebundes (Communauté Urbaine) von Dunkerque und in dieser Funktion zuständig für Arbeit, Koordination von Investitionen, Ausschreibungen und Märkte.